# Rosemary Follett
Pour les articles homonymes, voir Follett.
Rosemary Follett, née le 27 mars 1948 à Sydney, est une femme politique australienne. Elle est ministre en chef du Territoire de la capitale australienne en 1989 et de 1991 à 1995.

## Biographie
Le 11 mai 1989, elle devient ministre en chef du Territoire de la capitale australienne, à la suite de la victoire du Parti travailliste lors des premières élections de l'Assemblée législative du territoire. Elle est alors la première femme à devenir chef de gouvernement dans un État ou territoire australien. 
Le 5 décembre suivant, l'Assemblée vote une motion de censure contre son gouvernement et elle est remplacée par Trevor Kaine. En juin 1991, ce dernier est à son tour renversé par une autre motion de censure. Rosemary Follett redevient alors ministre en chef. En 1995, les travaillistes sont battus par les libéraux conduit par Kate Carnell qui succède à Rosemary Follett. Celle-ci démissionne de son mandat à l'Assemblée législative en décembre 1996 et est remplacée par Simon Corbell. 
De 1996 à 2004, elle est commissaire à la discrimination sexuelle pour le Territoire.